# Takeo Chii
Takeo Chii (地井 武男, Chii Takeo) est un acteur japonais né le 5 mai 1942 à Yōkaichiba (en) (aujourd'hui rattaché à la ville de Sōsa) dans la préfecture de Chiba et mort le 29 juin 2012 à Minato.

## Filmographie

### Cinéma
- 1968 : Kill, la Forteresse des samouraïs (斬る, Kiru?) de Kihachi Okamoto : Yaheiji Yoshida
- 1969 : Akage (赤毛?) de Kihachi Okamoto
- 1970 : Hangyaku no Melody : Hoshino
- 1970 : Hiko shonen: Wakamono no toride : Jiro Iwami
- 1970 : Hashi no nai kawa 2
- 1970 : Nora-neko rokku: Wairudo janbo : Taki
- 1971 : Nora-neko rokku: Bôsô shûdan '71 : Takaaki
- 1971 : Senso to ningen II: Ai to kanashimino sanga
- 1971 : Le Sable mouillé d'août : Ide
- 1971 : Kumo no Yuna : Torazô
- 1971 : Furyo bancho te haccho kuchi haccho
- 1972 : Gyangu tai gyangu: Aka to kuro no burûsu
- 1972 : Okita le pourfendeur : Yakuza moderne
- 1972 : Kaigun tokubetsu neshô-hei : Kudo
- 1972 : Erosu no yûwaku : Shôji
- 1972 : Dobugawa gakkyu
- 1973 : Akai tori nigeta? : Hasegawa
- 1973 : Gokiburi deka : Nobuo Takei
- 1973 : Nureta koya o hashire : Gorô Harada
- 1973 : Zenka onna: Koroshi-bushi : Tetsu Hamada
- 1973 : Hatachi no genten : Suzuki
- 1973 : Lady Snowblood : Tokuichi Shôkei
- 1973 : Neon kurage: Shinjuku hanadensha
- 1974 : Hissatsu shikake-nin: Shunsetsu shikake-bari (必殺仕掛人 春雪仕掛針?) de Masahisa Sadanaga : Sadaroku
- 1974 : Tomodachi
- 1974 : Honô no Shôzô
- 1975 : Akan ni hatsu : Tomoyuki Tonomura
- 1975 : Minato no Yôko Yokohama yokosuka
- 1976 :  Nouveau combat sans code d'honneur 3 : Les Derniers jours du boss : Matsuzo Samukawa
- 1976 : Ôzora no samurai
- 1976 : The Inugamis (film, 1976) : Suketake Inugami
- 1976 : Le Meurtrier de la jeunesse : Hidaka Toru
- 1976 : Hiroshima jingi: Hitojichi dakkai sakusen
- 1976 : Okinawa Yakuza sensô : Ishikawa
- 1977 : Yakuza senso: Nihon no Don : Kawabata
- 1977 : Hokuriku dairi sensô
- 1977 : Nihon no jingi : Tomigashi
- 1977 : La Nouvelle Femme scorpion - Cachot X : Ichirô Kajiki
- 1977 : Botchan (坊っちゃん?) de Yōichi Maeda (ja)
- 1977 : Ningen no shômei : Détective Kusaba
- 1978 : Seishoku no ishibumi
- 1978 : Daburu kuracchi
- 1979 : Ôgon no inu : Ryoichi Tanuma
- 1979 : Le Col Nomugi (あゝ野麦峠, Ā, Nomugi tōge?) de Satsuo Yamamoto : Tatsuji Masai
- 1979 : Tenshi no harawata: Nami : Tetsuro Muraki
- 1979 : Torakku yarô: Neppû 5000 kiro
- 1979 : Tooi ashita : Oonoki
- 1980 : Harukanaru sôro : Takatoshi Kan
- 1981 : C'est dur d'être un homme : La Promesse (男はつらいよ 寅次郎紙風船, Otoko wa tsurai yo: Torajirō kamifūsen?) de Yōji Yamada : Kenkichi Odashima
- 1982 : Himeyuri no Tô : Sergent Major Ishi
- 1982 : Gekko kamen
- 1984 : F2 grand prix
- 1985 : Be-Bop Highschool : Onijima Shimazaki
- 1986 : Be-Bop Highschool: Koko yotaro elegy : Onijima Shimazaki
- 1986 : Michi
- 1986 : Jittemai : Denzo
- 1987 : Be-Bop Highschool: Koko yotaro march : Onijima
- 1987 : Be-Bop Highschool: Koko yotaro kyoso-kyoku : Onijima
- 1988 : Be-Bop Highschool: Koko yotaro ondo : Onijima
- 1988 : Be-Bop Highschool: Koko yotaro kanketsu-hen : Onijima

### Télévision
- 1972 : Taiyō ni hoero! : Toshisan
- 1990 : Deka kizoku : Hidehiko Takeda (10 épisodes)
- 2003 : Hakoiri Musume! : Kichitaro Komori (10 épisodes)

## Doublage
- 2013 : Le Conte de la princesse Kaguya : Okina (voix)